# جناح خلفي

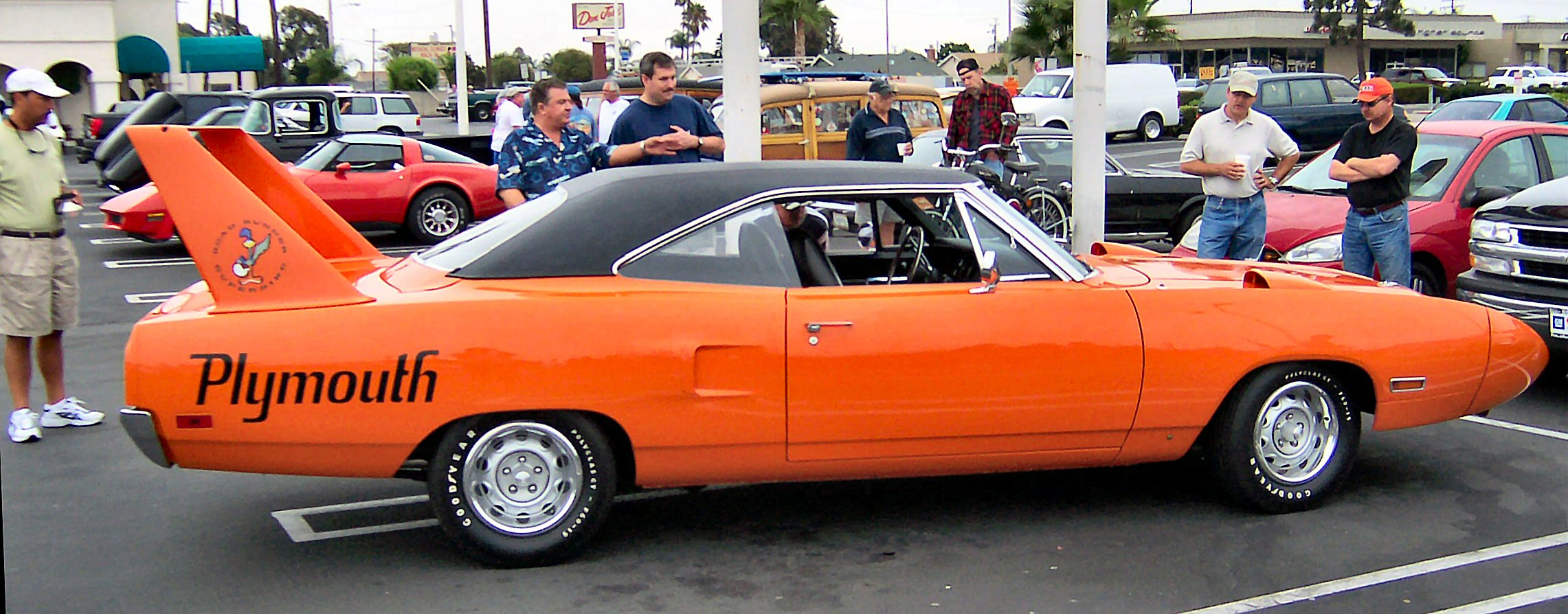
تُشتهر سيارة بليموث سوبر بيرد بجناحِها الخلفي المرتفع

الجناح الخلفي هو جهاز أيروديناميكي للسيارات يقوم بوظيفة تشتيت الهواء عبر جسم السيارة. وغالبًا ما يتم تركيبه لسيارات السباق عالية الأداء والسيارات الرياضية، على الرغم من أنها أصبحت شائعة في سيارات الركاب أيضًا.

## معرض صور

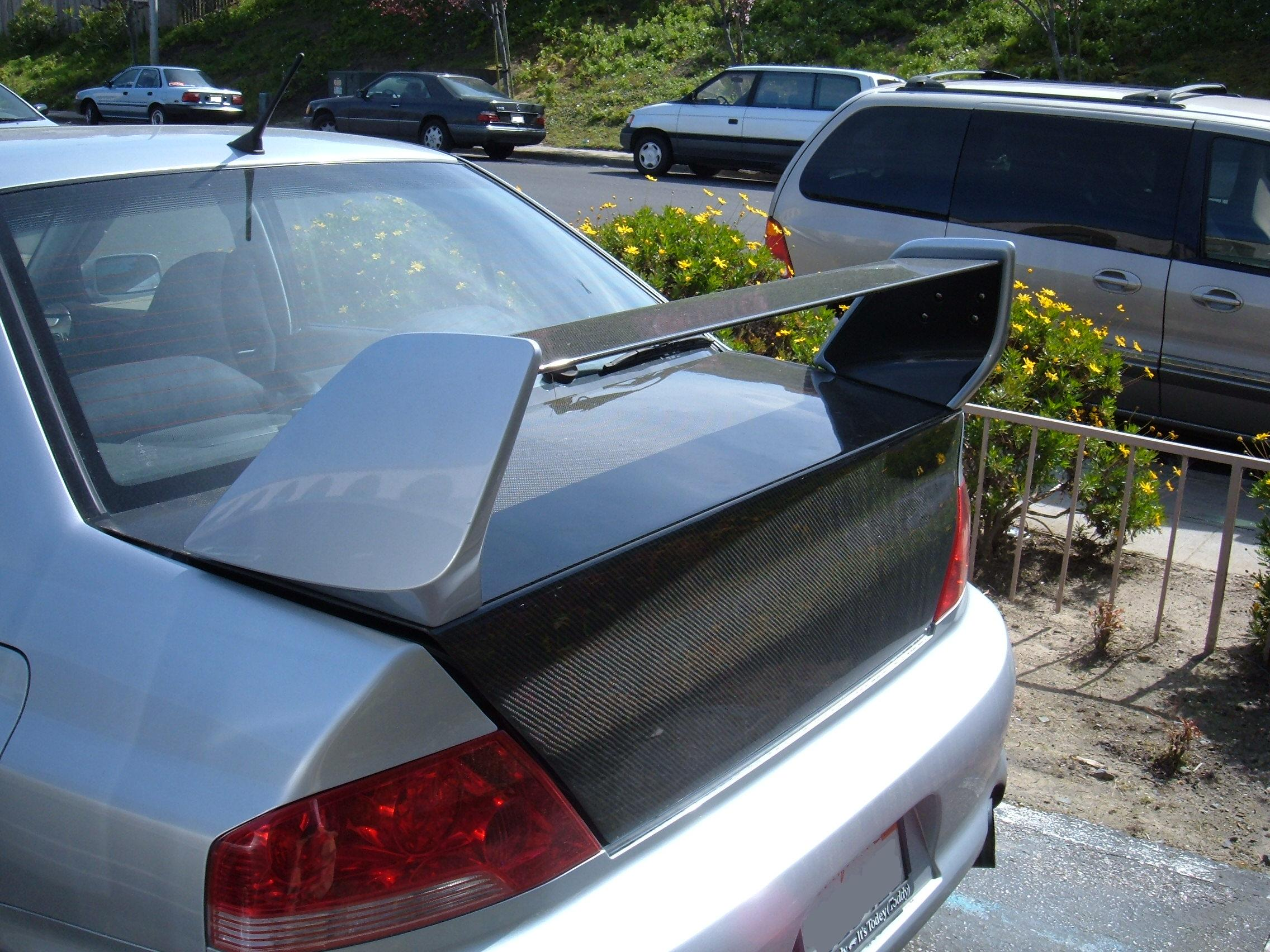
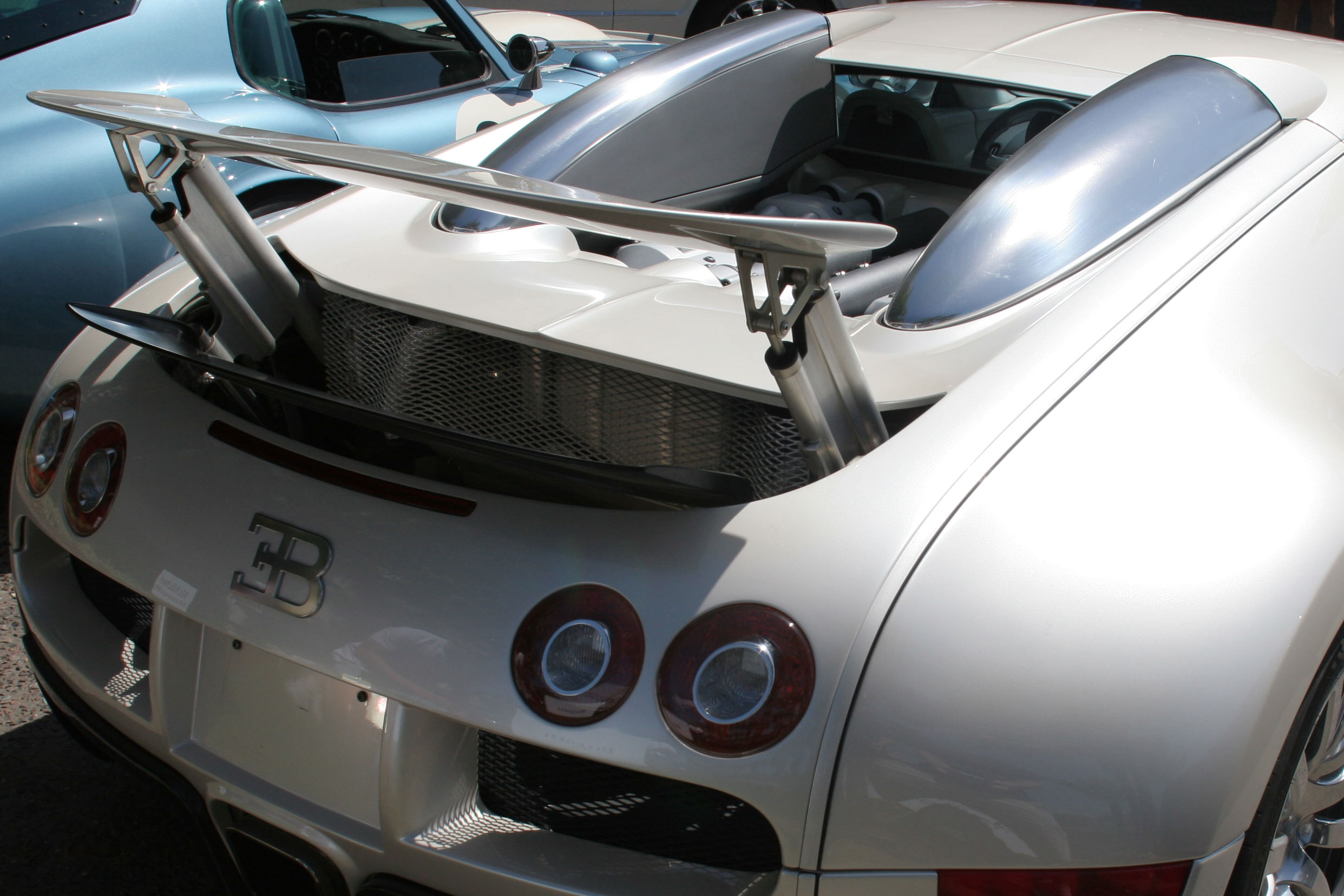
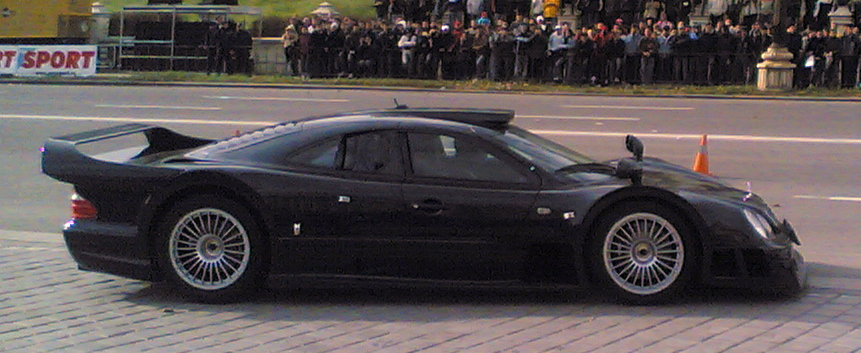
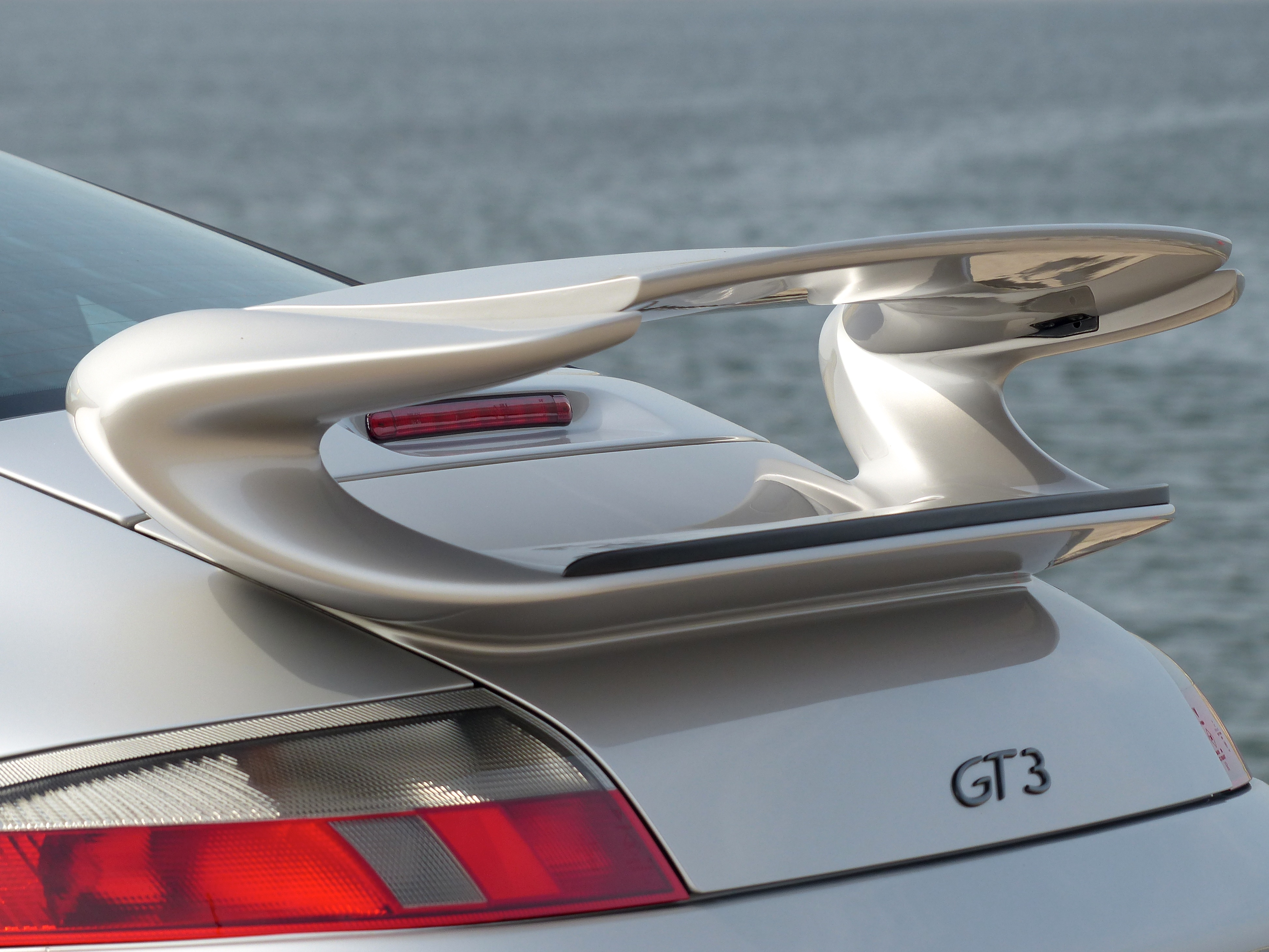
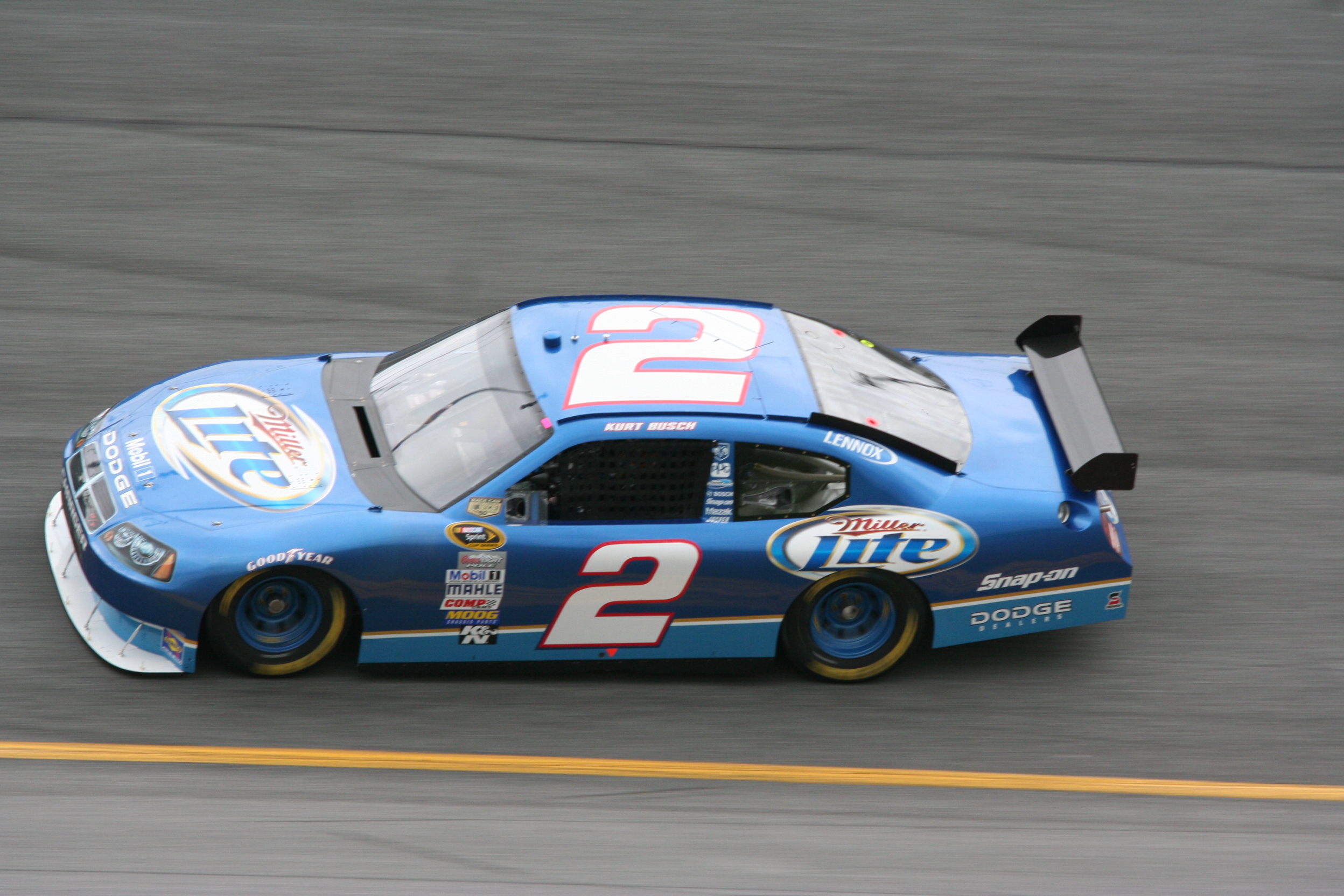
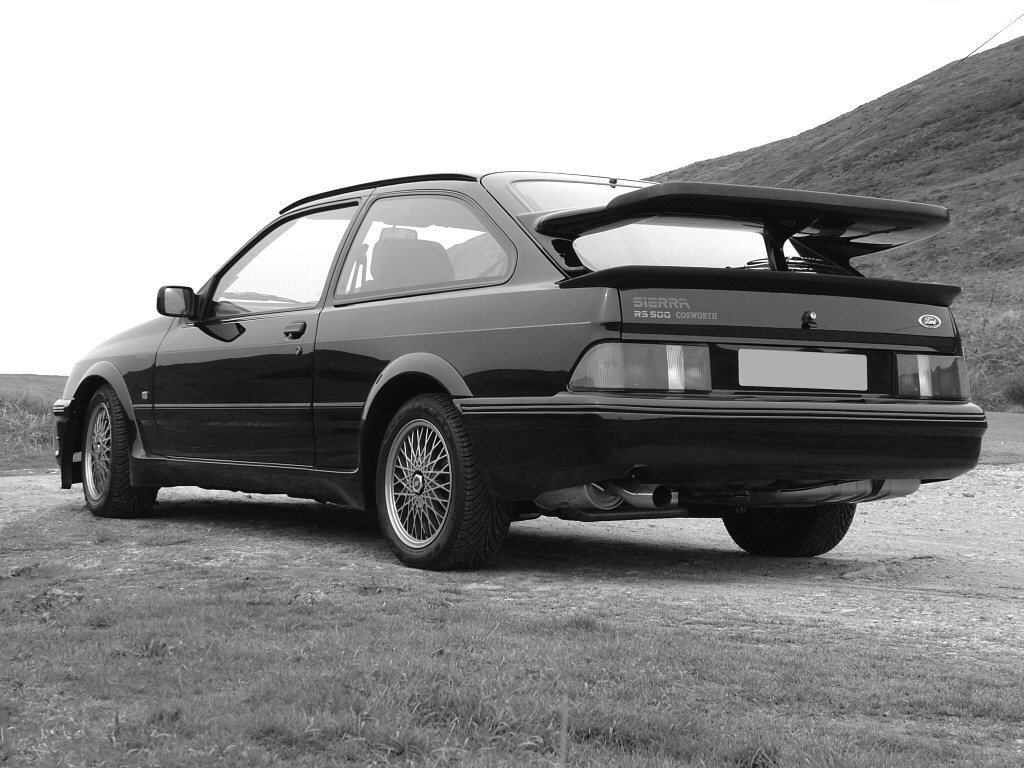